# 人狼 (2018年の映画)
『人狼』（じんろう、原題：인랑）は、2018年に韓国で公開されたSFアクション・サスペンス映画。押井守原作・脚本のアニメ映画『人狼 JIN-ROH』を原作に、舞台を南北統一が達成された近未来の朝鮮半島に変えている。日本では2018年10月19日よりNetflixで配信していたが、2023年5月24日に配信終了。

## ストーリー
2024年、中国との領土争いから日本が軍事国家となり、高まる国際緊張から南北朝鮮の政府は半島の統一を宣布。5年の準備期間を置いて準備政府を立ち上げた。しかしアメリカ、ロシア、中国、日本といった列強諸国の思惑から圧力をかけられ、国内でも統一に反対するテロ団体・セクトが次々と蜂起し、治安は悪化の一途をたどった。準備政府の警察組織「首都警」はセクトを制圧するため「特機隊」を設立。動甲冑「プロテクトギア」で武装した特機隊員とセクトによる凄惨な戦闘が日々繰り返された。しかし特機隊は誤情報から女学校の生徒を誤射する「血の金曜日事件」という不祥事を起こしたことで批判に晒され、解散を迫られるようになってしまう。
「血の金曜日」から数年後の2029年、特機隊員イム・ジュンギョンは、ある任務でセクトの少女闘士が自爆する光景を目の当たりにしてしまう。やがて彼は少女の姉ユニに出会うが、彼女はかつて見た『赤ずきん』の人形劇の思い出をイムに語り、赤ずきんを食べた狼を恨めばよいのか、それとも赤ずきんを送り出した親を恨めばよいのかわからないと心境を吐露する。
しかし、この出会いをきっかけに、イムとユニは特機隊と公安部の暗闘に巻き込まれていくことになる。公安部は特機隊をスケープゴートにすることで生き残りを図っており、かつて特機隊でイムと同期だった公安部員ハン・サンウを通じて「特機隊員とセクト女闘士の許されざる恋」というスキャンダルをでっちあげようとしていたのだった。
ユニには重病の弟がおり、弟の治療費と自身の減刑を条件に公安に協力を続ける一方で、徐々にイムに心から惹かれていく。そしてハンは、特機隊が密かに結成した「人狼」と呼ばれる非正規部隊への警戒を強めていた。「人狼」は恐るべき技量で、数々の要人を暗殺していた。
やがてハンがイムとユニを拘束するべく動いたことを察知した特機隊訓練所長チャン・ジンテは、部下に動員をかけて二人を確保しようとする。実は「人狼」の仕業の一つとされた検事局職員暗殺事件は、セクトへの資金提供を隠蔽するために公安部が企んだことであり、それに関与したユニは公安部の弱味でもあったのだ。さらに特機隊はユニの友人ク・ミギョンを利用してセクトのリーダーを狙うが、一方で公安部によって隊員のキム・チョルチンを殺害されてしまう。
公安部と特機隊の諜報戦が繰り広げられる中、イムとユニは逃避行を続け、チャンの指示のもと地下水道で特機隊と合流する。事情がわからず困惑するユニに対し、チャンは語る。イムは狼の皮をかぶった人間ではなく、人の皮をかぶった狼──すなわちイムこそが「人狼」なのだと。
公安部特殊任務隊を率いて地下水道に突入したハンは、そこでプロテクトギアを装着したイムの襲撃を受ける。すでに彼我の立場は逆転しており、特殊任務隊は一人また一人とイムによって無慈悲に狩られていった。
地下水道を逃げ惑ううちにイムこそが「人狼」なのだと確信したハンもまた、「血の金曜日」に関わっていた特機隊員であり、それを苦にして隊を離れていた。イムはハンに投降を呼びかけるが、ハンは「俺とお前と何が違う」と叫びながら最後の攻撃を仕掛け、イムは彼を無言のうちに射殺する。
地下水道を脱出したイムは、そこで特機隊によってユニが処刑されることを知らされる。イムはチャンに抗議するが、それならば自分の手で処刑しろと拳銃を手渡される。躊躇うイムに、ユニは『赤ずきん』の一節を引用することで、騙していたこと、利用されていたこと、しかし共に逃げたいと思っていたことは真実だと伝えた。
やがてイムがユニを撃てないことを悟ったチャンは、自らもまたプロテクトギアを装着し、イムを始末すべく戦いを挑む。廃墟の中で激闘を続けるイムとチャン。「血の金曜日」で現場を指揮していたチャンは、間違っているとしても命令には従うべきだと考えて過去を克服しようとしていた。それに対してイムは、特機隊を抜けることを決断。イムが銃を捨て廃墟から立ち去ろうとしたその時、銃声が響き渡る。
ほどなくして、セクトのリーダーは確保され、公安部からの資金提供について告発を行った。チャンは訓練所に戻り、新たな特機隊員たちの指導に当たっている。そして弟と共に列車で新天地へと向かうユニを、駅のホームからイムはそっと見送るのだった。

## キャスト
イム・ジュンギョン
演 - カン・ドンウォン、日本語吹替 - 細谷佳正
目の前で少女の死を目の当たりにして葛藤する特機隊の前衛隊員。原作の伏一貴に相当。
イ・ユニ
演 - ハン・ヒョジュ、日本語吹替 - 坂本真綾
爆死した"赤ずきんの少女"イ・ジェヒの姉で、入院中の弟がいるセクトの元幹部。原作の雨宮圭に相当。
チャン・ジンテ
演 - チョン・ウソン、日本語吹替 - 三木眞一郎
特機隊の訓練将校。原作の塔部八郎に相当。
ハン・サンウ
演 - キム・ムヨル、日本語吹替 - 中谷一博
ジュンギョンの特機隊での同期だが、「血の金曜日」の後に除隊し、現在は公安部次長。原作の辺見敦に相当。
イ・ギソク
演 - ホ・ジュノ
公安部部長。原作の室戸文明に相当。
パク・ジョンギ
演 -チェ・ジノ
大統領秘書室長。
パク・ムヨン
特機隊隊長。
キム・ミョンベ
警察庁長官。
ク・ミギョン
演 - ハン・イェリ
ユニの友人でセクトの闘士。セクト南部連合委員会第3女性部隊長。指名手配されて潜伏中。実写版のオリジナルキャラクター。
キム・チョルチン
演 - チェ・ミンホ
特機隊の隊員でジュンギョンの後輩。チャン・ジンテの右腕。実写版のオリジナルキャラクター。
赤ずきんの少女 / イ・ジェヒ
演 - シン・エンス
イ・ユニの妹で、セクトの少女闘士。爆弾の運び屋。原作の阿川七生に相当。
イ・ユンヒの弟
演 - チョン・ジンソ
オム・チョリョン
セクトのリーダー

## リンク
- 人狼 - IMDb（英語）
- Naver電影 - 인랑